# Listă de scandaluri publice din România
Aceasta este o listă de scandaluri publice din România:
| Perioadă  | Nume | Descriere |
| --------- | --- | --- |
| 1888      | Cazul colonelului Maican | scandal de corupție în care au fost implicați mai mulți generali, printre care și prefectul Poliției Capitalei, generalul Radu Mihai și care a constituit (după opinia lui Constantin Argetoianu) una dintre cauzele căderii de la putere a Guvernului Ion C. Brătianu (4). |
| 1922-1930 | Afacerea Škoda | |
| 1978      | Afacerea Bachus | |
| Anii 1990 | Devalizarea Bancorex | |
| Anii 1990 | Afacerea Jimbolia | |
| 1991      | Dosarul Flota | |
| 1991-1993 | Devalizarea Băncii Dacia Felix | |
| 1993      | Caritas | joc piramidal care a atras milioane de deponenți din toată România |
| 1993      | Țigareta I | |
| 1998      | Țigareta II | |
| 2000      | Prăbușirea Fondul Național de Investiții (FNI) | joc piramidal care a avut peste 300 000 de deponenți |
| 2001      | Țigareta 1,5 – Petrescu | |
| 2002      | Armagedon | rapoarte anonime care au creat un imens scandal politic în România |
| 2006      | Dosarul Loteria I | |
| 2007      | Dosarul Transferurilor | |
| 2007      | La Vaslui, omul de afaceri Marcel Florescu a angrenat într-un circuit infracțional câteva zeci de persoane – funcționari publici și salariați ai unor societăți comerciale – introduse în schemă în scopul de a asigura spălarea de bani. Printre numele grele, s-au numărat și nevestele unor politicieni marcanți în acea perioadă, cu care Florescu desfășura afaceri: cea a fostului prefect Ioan Țibulcă și cele ale subprefecților Eugen Neacșu și Cătălin Cupșan. Florescu a fost condamnat definitiv în februarie 2016. | |
| 2008      | Dosarul Loteria II | |
| 2009      | Cazul Ciorogârla | |
| 2011      | Operațiunea Containerul | |
| 2014      | Dosarul Petromservice | |
| 2014      | Dosarul fraudelor IT | contracte în valoare 1 miliard de euro. |
| 2014      | Dosarul Bechtel | clasat în septembrie 2016 |
| 2014      | SAFI | |
| 2014      | tunurile lui Gabriel Bivolaru | |
| 2014      | afacerea „Ștrandul Tineretului” | |
| 2014      | „Afacerea Motorola” | |
| 2023      | Scandalul „Azilele Groazei” | |

## Demisii în cadrul Guvernului
| Perioadă | Nume                    | Poziție                            | Cauză                                                  |
| -------- | ----------------------- | ---------------------------------- | ------------------------------------------------------ |
| 2007     | Decebal Traian Remeș    | Ministrul Agriculturii             | acuzat de luare de mită                                |
| 2009     | Monica Iacob-Ridzi      | Ministrul Tineretului și Sportului | Scandalul 2 Mai: deturnare de fonduri                  |
| 2011     | Ioan Botiș              | Ministrul Muncii                   | conflict de interese în finanțare din fonduri europene |
| 2023     | Gabriela Firea          | Ministrul Familiei                 | în contextul scandalului „Azilele groazei”             |
| 2023     | Marius-Constantin Budăi | Ministrul Muncii                   | în contextul scandalului „Azilele groazei”             |

## Afaceri imobiliare controversate
- 2006 – Privatizarea Institutului de Cercetări Alimentare (ICA)
- 2008 – Tunul imobiliar de la Institutul Național al Lemnului (INL)
- 2009 – Cumpărarea de către omul de afaceri sibian Ilie Carabulea a unor terenuri din proprietatea Agenția Domeniilor Statului (ADS)

## Jurnaliști agresați
- 2002-01 – Ștefan Cândea și Paul Cristian Radu, Evenimentul zilei[19]
- 2002-01 – Adrian Rusu, Informația zilei, Satu Mare[19]
- 2003-12 – Ino Ardelean, Evenimentul zilei

## Jurnaliști dispăruți
- Iosif Costinaș